# Isabel Perón
Isabel Perón eller Maria Estela Martinez "Isabelita" Cartas de Perón (født 4. februar 1931) er en argentinsk politiker, der var Argentinas præsident fra 1974 til 1976. Hun var den første kvindelige præsident i verden.
Isabel Perón var præsident Juan Peróns tredje ægtefælle. Hun efterfulgte sin mand i præsidentembedet i Argentina den 1. juli 1974. Forinden havde hun reelt haft magten, da hun som vicepræsident skulle styre landet, fordi hendes mand var syg i sin sidste periode. Hun var præsident i næsten to år, før militæret tog magten ved militærkuppet i Argentina 1976.

## Tidligt liv
Isabel Perón blev født i 1931 i byen La Rioja i Argentina under navnet Maria Estela Martinez Cartas. Hun blev danserinde og optrådte på natklubber, hvor hun fik kunstnernavnet Isabel eller Isabelita. Under Juan Peróns eksil i Paraguay i 1955-1958 mødte de to hinanden. Isabel tiltrak ham med sin skønhed. Juan Perón tog hende med til Spanien i eksil. I de 13 år i eksil fungerede Isabel som et sendebud for sin mand, da han ikke måtte komme tilbage til Argentina. Juan indgik sit 3. ægteskab med Isabel Perón 15. november 1961. Kirken pressede dem til at gifte sig. 

## Politisk karriere
Da Juan Peron blev genindsat som præsident i 1973, udnævnte han Isabel Perón til sin vicepræsident. Selvom hun havde befundet sig i politiske kredse som sendebud, var hendes politiske erfaring beskeden. Evita, Juan Peróns kone nummer 2, blev meget populær som førstedame med alt sit velgørende arbejde. Derfor blev Isabel Perón nu omtalt "Isabelita". Hun fik dog aldrig den samme kult-status. Juan Perón blev syg og kunne ikke passe sit embede og derfor var det naturligt at Isabel Peron styrede landet imens. Han døde af hjerteslag 1. juli 1974 og Isabel overtog præsidentembedet. Den daværende regering støttede op om hende, mens befolkningen var mere utilfreds.
Hun overtog et fattigt og uroligt land. Der var mange strejker og politisk vold, som bl.a. José Lopéz Rega stod bag. Rega, socialminister, dannede en paramilitær gruppe, AAA, som jagtede og dræbte politiske modstandere. Regeringen skabte sig mere og mere modstand og blev afsat ved et ublodigt militærkup 24. marts 1976 og Isabel Perón kidnappedes og kom i husarrest. Efter 5 år i eksil flyttede Isabel Perón tilbage til Spanien.

## Senere liv
Man hørte ikke noget til Isabel Perón i flere årtier. Hun levede et stille liv. Dog blev hun 12. januar 2007 anholdt af det spanske politi. En argentinsk dommer havde stævnet hende, på grund af en forsvinding. Efter en kort retssag i Spanien, som gik ud på hvorvidt hun skulle udleveres eller ej, endte det med, at hun blev frikendt. Der var ikke noget bevis for, at hun stod bag volden.